# Keith Bradley
Keith John Charles Bradley (né le 17 mai 1950 à Birmingham) est un homme politique du parti travailliste britannique et un pair à vie  Il est député travailliste de Manchester Withington de 1987 à 2005. 

## Jeunesse
Il est allé au lycée Bishop Vesey à Sutton Coldfield et étudie à l'Université Aston, obtenant un DipAcct en 1970. A Manchester Polytechnic, il obtient un BA en sciences sociales en 1976 et à l'Université d'York, un MPhil en 1978. 
Il travaille pour les experts-comptables Charles Impey & Co de 1969 à 1973. Il est agent de recherche pour le département du logement du conseil municipal de Manchester de 1978 à 1981. De 1981 à 1997, il est secrétaire du Stockport Community Health Council. 

## Carrière parlementaire
Il est élu pour la première fois en tant que député de la circonscription aux élections générales de 1987, après avoir été conseiller à Old Moat Ward (Manchester) depuis 1983. Après les élections générales de 1997, il devient ministre subalterne au ministère de la Sécurité sociale, puis whip en chef adjoint et trésorier de la maison de la reine en 1998. Il est ministre subalterne au ministère de l'Intérieur pour la justice pénale, la détermination de la peine et la réforme du droit de 2001 à 2002, puis député d'Arrière-ban et membre du Health Select Committee. Il est membre du Conseil privé. Bradley perd son siège au Parlement lorsqu'il est battu par le candidat libéral démocrate, John Leech, aux élections générales de 2005. 
Il est nommé pair à vie à la Chambre des lords avec le titre de baron Bradley, de Withington dans le comté du Grand Manchester le 12 juin 2006. Lord Bradley est également conseiller spécial du président et vice-chancelier de l'Université de Manchester. 
En octobre 2006, il est nommé au conseil d'administration de l' hôpital Christie en tant que directeur non exécutif. Il est nommé président du Trust en mai 2011 . En février 2014, il démissionne du conseil en raison de désaccords sur la manière dont la suspension du directeur général a été gérée .

## Vie privée
Lord Bradley et sa femme, Rhona Bradley, ont deux fils (Matthew et Jonathan) et une fille (Rebecca). Il épouse Rhona Ann Graham en 1987; elle est travailleuse sociale principale et chef de la direction de Addiction Dependency Solutions . 